# Уайли, Ноа
Ноа Уайли (англ. Noah Wyle, род. 4 июня 1971, Голливуд, Калифорния, США) — американский актёр, наиболее известный по ролям доктора Джона Картера в телесериале «Скорая помощь» (1994—2009), Тома Мейсона в телесериале «Рухнувшие небеса» (2011—2015), Стива Джобса в документальной драме «Пираты Силиконовой долины» (1999) и Флинна Карсена в серии фильмов «Библиотекарь».

## Ранние годы
Ноа, третий из семерых детей, родился в Голливуде, штат Калифорния, в семье Марджори (урождённой Спир), медсестры, и Стивена Уайли, инженера-электрика. Родители Ноа развелись в конце 1970-х годов, а позднее его мать повторно вышла замуж за кинореставратора Джеймса Катца.
Уайли получил образование в школе Тэчер в Оухай, Калифорния, закончив её в 1989 году. Он посещал занятия по театральному искусству в Северо-западном университете, а за одну из написанных им пьес был награждён. После окончания обучения занимался с преподавателем актёрского мастерства Ларри Моссом, живя в маленькой квартире на Бульваре Голливуд.

## Карьера
Ноа Уайли дебютировал в кинематографе, снявшись в 1991 году в фильме Пола Бартела «Нечестные сердца». В 1992 году он получил роль в фильме «Несколько хороших парней», а в 1993 году снялся в роли лидера гитлерюгенда в фильме «Дети свинга».
Широкую известность Уайли принесла роль молодого студента-медика, а впоследствии доктора, Джона Картера в сериале «Скорая помощь», в котором он играл на протяжении одиннадцати сезонов. В 1997 году он снялся в независимом фильме «Тени прошлого», в котором его партнёрами стали Рой Шайдер и Джулианна Мур.
В 2004 году Уайли получил главную роль Флинна Карсена в первом фильме трилогии «Библиотекарь». Затем он повторил эту роль в фильмах «Библиотекарь 2: Возвращение в Копи Царя Соломона» и «Библиотекарь 3: Проклятие иудовой чаши», а также сериале «Библиотекари».
В 2011—2015 годах Уайли исполнял главную роль в сериале «Рухнувшие небеса», а в 2019 году снялся в сериале «Красная линия».

## Личная жизнь
В 2000—2009 годах был женат на гримёре Трейси Уорбин. У бывших супругов есть двое детей: сын Оуэн Страуссер Уайли (род. 09.11.2002) и дочь Оден Уайли (род. 15.10.2005).
С 7 июня 2014 года женат на актрисе Саре Уэлс. У супругов есть дочь Фрэнсис Харпер Уайли (род. 22.06.2015).

## Фильмография
| Год          |     | Русское название                                 | Оригинальное название                               | Роль                           |
| ------------ | --- | ------------------------------------------------ | --------------------------------------------------- | ------------------------------ |
| 1985         | ф   | Страсть в пыли                                   | Lust In The Dust                                    | молодой человек                |
| 1990         | с   | Слепая вера                                      | Blind Faith                                         | Эрик                           |
| 1991         | ф   | Нечестные сердца                                 | Crooked Hearts                                      | Аск                            |
| 1992         | ф   | Несколько хороших парней                         | A Few Good Men                                      | капрал Джеффри Барнс           |
| 1993         | ф   | Дети свинга                                      | Swing Kids                                          | Эмиль Лутз                     |
| 1994         | тф  | Гвиневер                                         | Guinevere                                           | Ланселот                       |
| 1994         | ф   | Моя красотка                                     | There Goes My Baby                                  | Майкл Финнеган                 |
| 1994—2009    | с   | Скорая помощь                                    | ER                                                  | доктор Джон Картер             |
| 1995         | с   | Друзья                                           | Friends                                             | доктор Джеффри Роузен          |
| 1995         | с   | Шоу Ларри Сандерса                               | The Larry Sanders Show                              | в роли самого себя             |
| 1996         | с   | Улица Сезам                                      | Sesame Street                                       | доктор Колберн                 |
| 1997         | ф   | Тени прошлого                                    | The Myth of Fingerprints                            | Уоррен                         |
| 1999         | ф   | Не могу перестать танцевать                      | Can’t Stop Dancing                                  | По                             |
| 1999         | тф  | Пираты Силиконовой долины                        | Pirates of Silicon Valley                           | Стив Джобс                     |
| 2000         | с   | Субботним вечером в прямом эфире                 | Saturday Night Live                                 | Мануэль                        |
| 2000         | тф  | Взрыв                                            | Fail Safe                                           | Бак                            |
| 2000         | с   | Попрошайки и выборщики                           | Beggars and Choosers                                | Дейвис Джи Грин                |
| 2001         | ф   | Донни Дарко                                      | Donnie Darko                                        | доктор Кеннет Моннитоф         |
| 2001         | ф   | Сцены преступления                               | Scenes of the Crime                                 | Сет                            |
| 2002         | ф   | С меня хватит                                    | Enough!                                             | Робби                          |
| 2002         | ф   | Белый олеандр                                    | White Oleander                                      | Марк Ричардс                   |
| 2003         | кор | —                                                | Fall of Knipple                                     | Эд                             |
| 2004         | тф  | Библиотекарь: В поисках копья судьбы             | The Librarian: Quest for the Spear                  | Флинн Карсен                   |
| 2005         | ки  | —                                                | ER: The Game                                        | доктор Джон Картер             |
| 2005         | ф   | Калифорнийцы                                     | The Californians                                    | Гэвин Ренсом                   |
| 2006         | тф  | Библиотекарь 2: Возвращение в Копи Царя Соломона | The Librarian: Return to King Solomon’s Mines       | Флинн Карсен                   |
| 2008         | ф   | Ничего, кроме правды                             | Nothing But the Truth                               | Эврил Ааронсон                 |
| 2008         | ф   | Американская интрижка                            | An American Affair                                  | Майк Стэффорд                  |
| 2008         | ф   | Буш                                              | W.                                                  | Дональд Эванс                  |
| 2008         | тф  | Библиотекарь 3: Проклятие иудовой чаши           | The Librarian: Curse of the Judas Chalice           | Флинн Карсен                   |
| 2010         | ф   | Страсти по политике                              | Below the Beltway                                   | Хантер Патрик                  |
| 2010         | ф   | —                                                | Queen of the Lot                                    | Аарон Ламберт                  |
| 2011—2015    | с   | Рухнувшие небеса                                 | Falling Skies                                       | Том Мейсон                     |
| 2013         | кор | —                                                | Blu-nies with Noah Wyle                             | в роли самого себя             |
| 2013         | ф   | Змея и Мангуст                                   | Snake & Mongoose                                    | Артур Спир                     |
| 2013         | с   | Подопытные                                       | Lab Rats                                            | доктор Эванс                   |
| 2013—2018    | с   | Библиотекари                                     | The Librarians                                      | Флинн Карсен                   |
| 2014         | ки  | —                                                | Falling Skies: The Game                             | Том Мейсон                     |
| 2014         | мс  | Финес и Ферб                                     | Phineas and Ferb                                    | Мартин                         |
| 2015         | ф   | Мир, созданный без изъяна                        | The World Made Straight                             | Леонард                        |
| 2015         | с   | Пьяная история                                   | Drunk History                                       | Томас Наст                     |
| 2016         | с   | Энджи Трайбека                                   | Angie Tribeca                                       | Льюис Алсиндор                 |
| 2016         | с   | Усыновленный                                     | Adoptable                                           | Льюис Алсиндор                 |
| 2017         | ф   | Уотергейт: Крушение Белого дома                  | Mark Felt: The Man Who Brought Down the White House | Стэн Поттингер                 |
| 2017         | ф   | Выстрел                                          | Shot                                                | Марк Ньюман                    |
| 2017         | тф  | Совершенный гражданин                            | Perfect Citizen                                     | Дек                            |
| 2018         | с   | Романовы                                         | The Romanoffs                                       | Иван                           |
| 2019         | с   | Красная линия                                    | The Red Line                                        | Дэниел Колдер                  |
| 2021 — н. в. | с   | Грабь награбленное: Искупление                   | Leverage: Redemption                                | Гарри Уилсон                   |
| 2022         | ф   | У ворот                                          | At the Gates                                        | Питер Баррис                   |
| 2025 — н. в. | с   | Больница Питт                                    | The Pitt                                            | Доктор Майкл «Робби» Робинавич |
|              | ф   |                                                  | A Dolphin in Our Lake                               | Том Бомонт                     |

## Награды и номинации
| Награда                    | Год  | Категория                                                                    | Название работы                                  | Результат |
| -------------------------- | ---- | ---------------------------------------------------------------------------- | ------------------------------------------------ | --------- |
| Золотой глобус             | 1997 | Лучшая мужская роль второго плана в телесериале, мини-сериале или телефильме | Скорая помощь                                    | Номинация |
| Золотой глобус             | 1998 | Лучшая мужская роль второго плана в телесериале, мини-сериале или телефильме | Скорая помощь                                    | Номинация |
| Золотой глобус             | 1999 | Лучшая мужская роль второго плана в телесериале, мини-сериале или телефильме | Скорая помощь                                    | Номинация |
| Эмми                       | 1995 | Лучшая мужская роль второго плана в драматическом телесериале                | Скорая помощь                                    | Номинация |
| Эмми                       | 1996 | Лучшая мужская роль второго плана в драматическом телесериале                | Скорая помощь                                    | Номинация |
| Эмми                       | 1997 | Лучшая мужская роль второго плана в драматическом телесериале                | Скорая помощь                                    | Номинация |
| Эмми                       | 1998 | Лучшая мужская роль второго плана в драматическом телесериале                | Скорая помощь                                    | Номинация |
| Эмми                       | 1999 | Лучшая мужская роль второго плана в драматическом телесериале                | Скорая помощь                                    | Номинация |
| Премия Гильдии киноактёров | 1995 | Лучший актёрский состав в драматическом телесериале                          | Скорая помощь                                    | Номинация |
| Премия Гильдии киноактёров | 1996 | Лучший актёрский состав в драматическом телесериале                          | Скорая помощь                                    | Победа    |
| Премия Гильдии киноактёров | 1997 | Лучший актёрский состав в драматическом телесериале                          | Скорая помощь                                    | Победа    |
| Премия Гильдии киноактёров | 1998 | Лучший актёрский состав в драматическом телесериале                          | Скорая помощь                                    | Победа    |
| Премия Гильдии киноактёров | 1999 | Лучший актёрский состав в драматическом телесериале                          | Скорая помощь                                    | Победа    |
| Премия Гильдии киноактёров | 2000 | Лучший актёрский состав в драматическом телесериале                          | Скорая помощь                                    | Номинация |
| Премия Гильдии киноактёров | 2001 | Лучший актёрский состав в драматическом телесериале                          | Скорая помощь                                    | Номинация |
| Сатурн                     | 2005 | Лучший телеактёр                                                             | Библиотекарь: В поисках копья судьбы             | Номинация |
| Сатурн                     | 2007 | Лучший телеактёр                                                             | Библиотекарь 2: Возвращение в Копи Царя Соломона | Номинация |
| Сатурн                     | 2009 | Лучший телеактёр                                                             | Библиотекарь 3: Проклятие иудовой чаши           | Номинация |
| Сатурн                     | 2012 | Лучший телеактёр                                                             | Рухнувшие небеса                                 | Номинация |
| Сатурн                     | 2014 | Лучший телеактёр                                                             | Рухнувшие небеса                                 | Номинация |
| Сатурн                     | 2015 | Лучший телеактёр                                                             | Рухнувшие небеса                                 | Номинация |
| Сатурн                     | 2015 | Artist Showcase Award                                                        | н/д                                              | Победа    |